# シンプル・プラン (バンド)
シンプル・プラン (英: Simple Plan) は、カナダのケベック州モントリオール出身のポップ・パンク・バンド。2002年、メジャー・デビュー。これまでに6枚のスタジオ・アルバムを発表し、いずれもアメリカ・ヨーロッパを中心とした世界中でヒットを記録。その後、地元カナダのみならず世界中で熱狂的な人気を獲得するようになる。2010年には、バンクーバーオリンピック閉会式でパフォーマンスを行う。バンド名は映画『シンプル・プラン』から。

## 来歴
1990年、13歳だったピエール・ブーヴィエとチャック・コモーがバンド「リセット」 (Reset) を結成。パンク・バンドのMxPx、Ten Foot Pole、Face to Faceとのツアーを通じ徐々に人気を博していった。1997年にはデビュー・アルバムをリリースしたが、コモーは大学進学のため脱退してしまう。だが、その2年後にジェフ・スティンコ、セバスチャン・ルフェーヴルと共に音楽活動を再開。
その頃、リセットで活動を続けていたピエールは、1999年後半にSugar Ray showでコモーと再会したのを機にリセットを脱退し、コモーのメンバーと合流する。また、脱退したピエールの後任となったリセットのデヴィッド・デロシアーズもコモーらのメンバーに加入し、シンプル・プランが結成された。
メジャー・デビュー・アルバムの『シンプル・プラン』（No Pads, No Helmets... Just Balls）は、2002年にラヴァ・レコードからリリースされ、200万枚以上の売上げを記録。同年9月には初の日本公演を行う。2003年にMTV Video Music Awardsで「ベスト・ニュー・アーティスト」にノミネートされたほか、同年6月には2003マッチミュージック・ビデオ・アウォーズの「People's Choice "Favorite Canadian Group"」を受賞した。セカンド・アルバム『スティル・ノット・ゲッティング・エニイ』は、メタリカやモトリー・クルーの仕事で知られるボブ・ロックをプロデューサーに迎え、2004年にリリース。世界で300万枚以上のセールスを記録し、アメリカでプラチナディスク、日本ではゴールドディスクに認定されている。そして、2ndアルバムから4年近くを空けた2008年2月12日に、サード・アルバム『シンプル・プラン 3』をリリース。
また、2010年バンクーバーオリンピック閉会式において、アルバム『シンプル・プラン 3』収録のシングル「Your Love Is A Lie」を披露している。
2011年5月、ピエールとセバスチャンがシンガポールで開催されたカンファレンス「第6回ミュージック・マターズ」に参加した折に、東日本大震災の被災者救援のためのチャリティー・シングル「フィックス・ユー」（コールドプレイのカヴァー）のレコーディングに参加した。
2011年6月22日にリリースされた4枚目のアルバム『ゲット・ユア・ハート・オン!』に収録されている「This Song Saved My Life」に関し、Twitterで寄せられたファンのコメントから出来た曲であると発表している。
2015年12月4日、東京と大阪で開催されるパンクフェス「PUNKSPRING 2016」への出演が発表された。
2016年2月19日、5枚目のアルバム『テイキング・ワン・フォー・ザ・チーム』を発売。4月4日に恵比寿LIQUIDROOM、6日には名古屋CLUB QUATTROにて単独公演を開催。

## シンプル・プラン財団
チャリティー団体「シンプル・プラン財団（Simple Plan Foundation）」を設立し、チャリティー活動にも活発的に取り組んでいる。2005年12月までに10万ドルを越える寄付を集め、2008年6月には、障害や病気で苦しむ子供と家族の為に10万ドルを寄付している。チャリティー・ライブも積極的に行っており、2008年10月にiTunesで配信された「Save you」の楽曲は寄付を募るために配信された。2011年3月11日に起こった東日本大震災の被災者のため、カナダの赤十字を通じて1万ドルを寄付。公式webサイトにて「HELP JAPAN!」と題したオリジナルTシャツを販売。Tシャツの収益は、すべて赤十字を通じて、東日本大震災の被災者救援にあてられることになった。

## メンバー
5人全員がフランス系カナダ人。

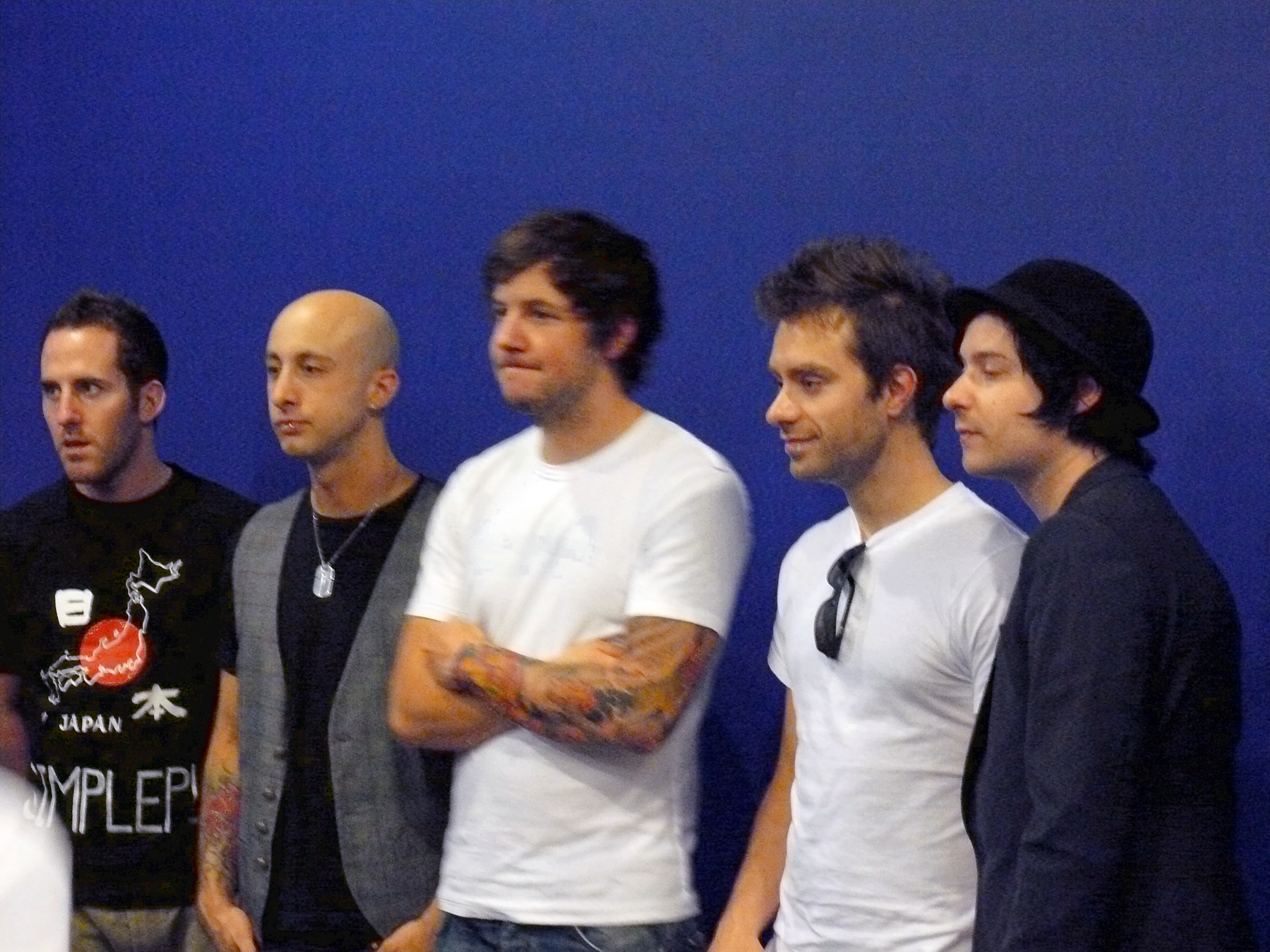
大阪でのシンプル・プラン（2009年）。左から、チャック・コモー、ジェフ・スティンコ、ピエール・ブーヴィエ、セバスチャン・ルフェーヴル、デヴィッド・デロシアーズ

- ピエール・ブーヴィエ (英: Pierre Charles Bouvier、1979年5月9日 - ) - ボーカル（初期はベースを兼任）

13歳のとき、ドラムのチャックとバンド「リセット (Reset) 」を結成。ラーメンが好物で、来日すると必ず食べる。チャック、パットと「Role Model」というブランドを運営している。身長179.5cm。
- チャック・コモー (英: Charles-André "Chuck" Comeau、1979年9月17日 - ) - ドラム

ピエールとは「リセット」の頃からの親友。来日時には築地の朝市に行くほどの寿司好き。ピエールとともに作曲の中心人物。身長175cm。
- ジェフ・スティンコ (英: Jean-François "Jeff" Stinco、1978年8月22日 - ) - リードギター（デヴィッドの加入まではバック・ボーカルも担当）

高校生のときバンドに加入。常にスキンヘッド。"Jeff"は、本名"Jean-Francois"がフランス語を話さない人には発音し難かったことから、"JF"➝"Jeff"と呼ばれるようになった。身長172cm。
- セバスチャン・ルフェーヴル (英: Gaétan-Jean Sébastien "Seb" Lefebvre Pépin、1981年6月5日 - ) - ギター、バック・ボーカル

ジェフと同じく高校生のときバンドに加入。身長170cm。
旧メンバー
- デヴィッド・デロシアーズ (英: David Philippe Desrosiers、1980年8月29日 - ) - ベース、バック・ボーカル ※途中加入

ピエールが脱退した「リセット」に後任（ボーカル）として加入していたが、後に現バンドに加入。ライブではドラムやボーカルを取ることもある。身長170cm。
2020年7月10日、ソーシャルメディアでの性的不正行為で非難され、バンドから脱退すると自身が発表。

## ディスコグラフィ

### スタジオ・アルバム
- 『シンプル・プラン』 - No Pads, No Helmets...Just Balls (2002年)
- 『スティル・ノット・ゲッティング・エニイ』 - Still Not Getting Any... (2004年)
- 『シンプル・プラン 3』 - Simple Plan (2008年)
- 『ゲット・ユア・ハート・オン!』 - Get Your Heart On! (2011年)
- 『テイキング・ワン・フォー・ザ・チーム』 - Taking One for the Team (2016年)
- Harder Than It Looks (2022年)